# Paris-Camembert 2019
Paris-Camembert 2019 var den 80. udgave af cykelløbet Paris-Camembert. Løbet var en del af UCI Europe Tour-kalenderen og blev arrangeret 16. april 2019. Løbet blev vundet af franske Benoît Cosnefroy fra Ag2r-La Mondiale.

## Hold og ryttere
| UCI WorldTeams (2)- AG2R La Mondiale - Groupama-FDJ UCI Professionelle kontinentalthold (11)- Androni Giocattoli-Sidermec - Arkéa-Samsic - Cofidis, Solutions Crédits - Delko-Marseille Provence - Total Direct Énergie - Vital Concept-B&B Hotels - Euskadi Basque Country-Murias - Rally UHC Cycling - Sport Vlaanderen-Baloise - Wallonie Bruxelles - Wanty-Groupe Gobert UCI Kontinentalhold (3)- Natura4Ever-Roubaix Lille Métropole - Saint Michel-Auber 93 - Amore & Vita-Prodir |
| |

## Resultater
| \| Samlede stilling \| Samlede stilling \| Samlede stilling \| Samlede stilling \| Samlede stilling \| \| Rytter \| Rytter \| Hold \| Tid \| \| \| ---------------- \| ------------------- \| --------------------------- \| ---------------- \| ---------------- \| \| 1. \| Benoît Cosnefroy \| AG2R La Mondiale \| 4t 29' 50" \| \| \| 2. \| Pierre-Luc Périchon \| Cofidis, Solutions Crédits \| + 3" \| \| \| 3. \| Quentin Jauregui \| AG2R La Mondiale \| + 5" \| \| \| 4. \| Romain Hardy \| Arkéa-Samsic \| + 5" \| \| \| 5. \| Julien El Fares \| Delko Marseille Provence \| + 5" \| \| \| 6. \| Mathijs Paasschens \| Wallonie Bruxelles \| + 5" \| \| \| 7. \| Jérôme Cousin \| Total Direct Énergie \| + 5" \| \| \| 8. \| Kevin Geniets \| Groupama-FDJ \| + 5" \| \| \| 9. \| Élie Gesbert \| Arkéa-Samsic \| + 8" \| \| \| 10. \| Andrea Vendrame \| Androni Giocattoli-Sidermec \| + 37" \| \| |                     |                             |            |
| |                     |                             |            |
| Kilde: ProCyclingStats |                     |                             |            |
| Samlede stilling |                     |                             |            |
| Rytter | Rytter              | Hold                        | Tid        |
| 1. | Benoît Cosnefroy    | AG2R La Mondiale            | 4t 29' 50" |
| 2. | Pierre-Luc Périchon | Cofidis, Solutions Crédits  | + 3"       |
| 3. | Quentin Jauregui    | AG2R La Mondiale            | + 5"       |
| 4. | Romain Hardy        | Arkéa-Samsic                | + 5"       |
| 5. | Julien El Fares     | Delko Marseille Provence    | + 5"       |
| 6. | Mathijs Paasschens  | Wallonie Bruxelles          | + 5"       |
| 7. | Jérôme Cousin       | Total Direct Énergie        | + 5"       |
| 8. | Kevin Geniets       | Groupama-FDJ                | + 5"       |
| 9. | Élie Gesbert        | Arkéa-Samsic                | + 8"       |
| 10. | Andrea Vendrame     | Androni Giocattoli-Sidermec | + 37"      |